# Azərbaycan Kuboku 2010-2011
La Azərbaycan Kuboku 2010-2011 è stata la 19ª edizione della coppa nazionale azera, disputata tra il 26 ottobre 2010 (con lo svolgimento del turno preliminare) e il 24 maggio 2011 e conclusa con la vittoria del Xəzər-Lənkəran, al suo terzo titolo.

## Turno preliminare
12 squadre delle divisioni inferiori si sono affrontate in gara unica, tra il 26 e il 27 ottobre 2010.
| Squadra 1    | Risultato         | Squadra 2  |
| ------------ | ----------------- | ---------- |
| Karvan       | 1 – 1 (3 – 4 dcr) | MKT-Araz   |
| Bakılı Bakı  | 0 – 1             | Neftçi ISM |
| ANŞAD Petrol | 0 – 2             | Şuşa       |
| Şəmkir       | 1 – 3             | Rəvan Baku |
| Şahdağ Qusar | 0 – 3             | Gəncə      |
| Abşeron      | 4 – 0             | MOİK Baku  |

## Primo turno
Alle 6 vincenti del turno preliminare, si sono unite le 10 squadre della Premyer Liqası 2010-2011. Le formazioni si sono affrontate in gara unica, tra il 7 e l'8 dicembre 2010.
| Squadra 1      | Risultato         | Squadra 2   |
| -------------- | ----------------- | ----------- |
| Qarabağ        | 0 – 0 (3 – 4 dcr) | Turan Tovuz |
| Gəncə          | 1 – 3             | Neftçi Baku |
| Qəbələ         | 2 – 0             | Neftçi ISM  |
| Simurq         | 1 – 1 (2 – 5 dcr) | Abşeron     |
| Rəvan Baku     | 0 – 2             | AZAL        |
| FK Baku        | 1 – 1 (5 – 3 dcr) | Muğan       |
| Xəzər-Lənkəran | 3 – 1             | MKT-Araz    |
| Şuşa           | 1 – 4             | İnter Baku  |

## Quarti di finale
L'andata è stata giocata tra il 2 e il 3 marzo 2011, il ritorno tra l'8 e il 9 marzo.
| Squadra 1   | Totale | Squadra 2      | Andata | Ritorno |
| ----------- | ------ | -------------- | ------ | ------- |
| AZAL        | 3 – 1  | Turan Tovuz    | 2 – 0  | 1 – 1   |
| Neftçi Baku | 4 – 5  | Xəzər-Lənkəran | 3 – 4  | 1 – 1   |
| Qəbələ      | 0 – 1  | FK Baku        | 0 – 0  | 0 – 1   |
| Abşeron     | 0 – 1  | İnter Baku     | 0 – 1  | 0 – 0   |

## Semifinali
L'andata è stata giocata il 27 aprile 2011, il ritorno il 4 maggio.
| Squadra 1      | Totale      | Squadra 2 | Andata | Ritorno |
| -------------- | ----------- | --------- | ------ | ------- |
| Xəzər-Lənkəran | 2 – 2 (gfc) | FK Baku   | 1 – 0  | 1 – 2   |
| İnter Baku     | 1 – 0       | AZAL      | 0 – 0  | 1 – 0   |

## Finale
| Baku 24 maggio 2011, ore 20:00 UTC+5                                                       | İnter Baku           | 1 – 1 (d.t.s.) | Xəzər-Lənkəran | Stadio Tofiq Bəhramov (10.000 spett.) |
| \| \| \| \| \| Karlsons 100’ \| Marcatori \| 91’ Parks \| \| \| Tiri di rigore 2 – 4 \| \| |                      |                |                |                                       |
|                                                                                            |                      |                |                |                                       |
| Karlsons 100’                                                                              | Marcatori            | 91’ Parks      |                |                                       |
|                                                                                            | Tiri di rigore 2 – 4 |                |                |                                       |